# What A Blast
What A Blast es la vigésimo sexta banda sonora compuesta por el grupo alemán de música electrónica Tangerine Dream. Publicada en junio de 1999 por el sello TDI se trata de la música compuesta para la película documental homónima dirigida por Michael Boydstun.
Jim Brenholds, en su crítica para AllMusic, indica que "Edgar Froese y Jerome Froese han creado un paisaje sonoro apropiadamente dramático y activo para acompañar las imágenes y crear imágenes. Esta es la enérgica música electrónica de la escuela de Berlín. Para los aficionados a ese estilo, este es un buen disco. Para los aficionados casuales, Tangerine Dream lo ha hecho mucho mejor.."

## Producción

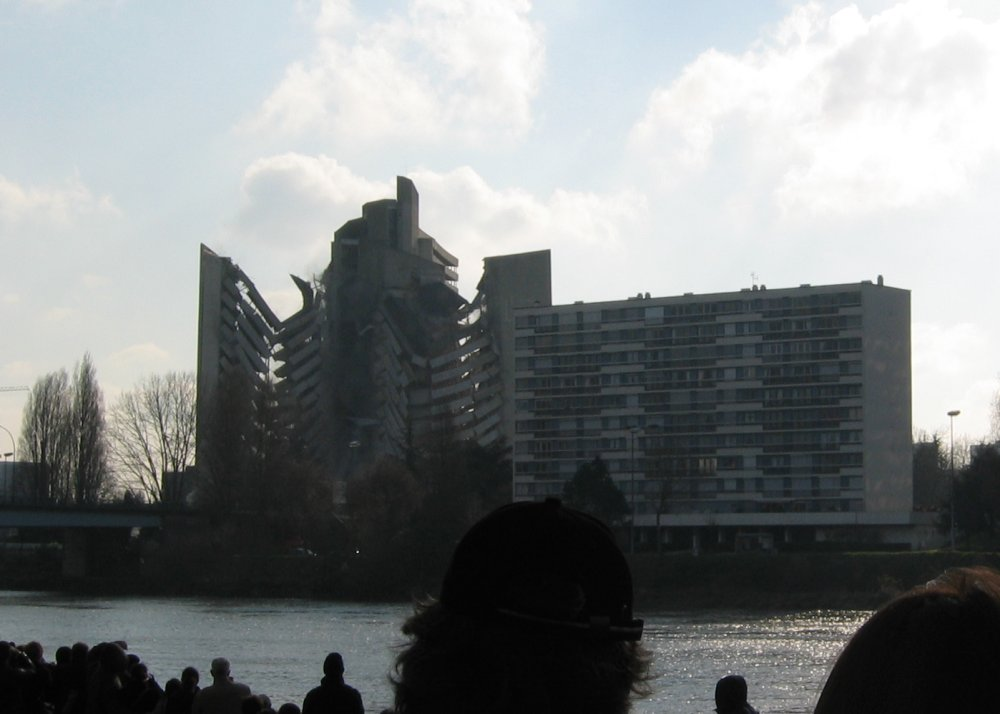
Detalle de una demolición similar a las mostradas en el documental

Coproducción entre las compañías Miramar y Brent Blanchard Productions What A Blast es un documental de 35 minutos de duración que muestra diferentes secuencias de edificios en demolición. Dirigido por Michael Boydstun la cinta sigue la estela de otras producciones para las que Tangerine Dream ya compusiera su banda sonora como Canyon Dreams (1991) u Oasis (1997).    
Integrado por Edgar y Jerome Froese la banda sonora se grabó en 1999 con un estilo musical variopinto. Entre las composiciones se incluyen temas de estilo más lento y melódico y progresan hasta composiciones más rítmicas. Como en otras bandas sonoras del grupo se incluyen dos remezclas de temas previos: «TimeSquare (The Legendary N.Y. Brix Mix)» originalmente presentado en TimeSquare: Dream Mixes II (1997) y «Jungle Journey (The Bond Of Ages Mix)» originalmente en Turn Of The Tides (1994).

## Lista de canciones
| N.º   | Título                                     | Escritor(es)  | Duración |  |
| 1.    | «Stoneyard»                                | Edgar Froese  | 6:11     |  |
| 2.    | «Silver Siren»                             | Edgar Froese  | 4:43     |  |
| 3.    | «Beauty Of The Blast»                      | Edgar Froese  | 3:58     |  |
| 4.    | «Dream Sculpture»                          | Edgar Froese  | 5:30     |  |
| 5.    | «Last Trumpet On 23rd Street»              | Edgar Froese  | 4:32     |  |
| 6.    | «Art Of Destruction»                       | Jerome Froese | 7:35     |  |
| 7.    | «Forced To Surrender»                      | Jerome Froese | 4:35     |  |
| 8.    | «TimeSquare (The Legendary N.Y. Brix Mix)» | Jerome Froese | 9:49     |  |
| 9.    | «Jungle Journey (Bond Of Ages Mix)»        | Jerome Froese | 6:17     |  |
| 53:10 |                                            |               |          |  |

## Personal
- Edgar Froese - instrumentación, ingeniería de grabación, diseño gráfico y producción
- Jerome Froese - instrumentación y masterización
- Jim Rakete - fotografía
- Marcus Virck - consultor